# تاريخها

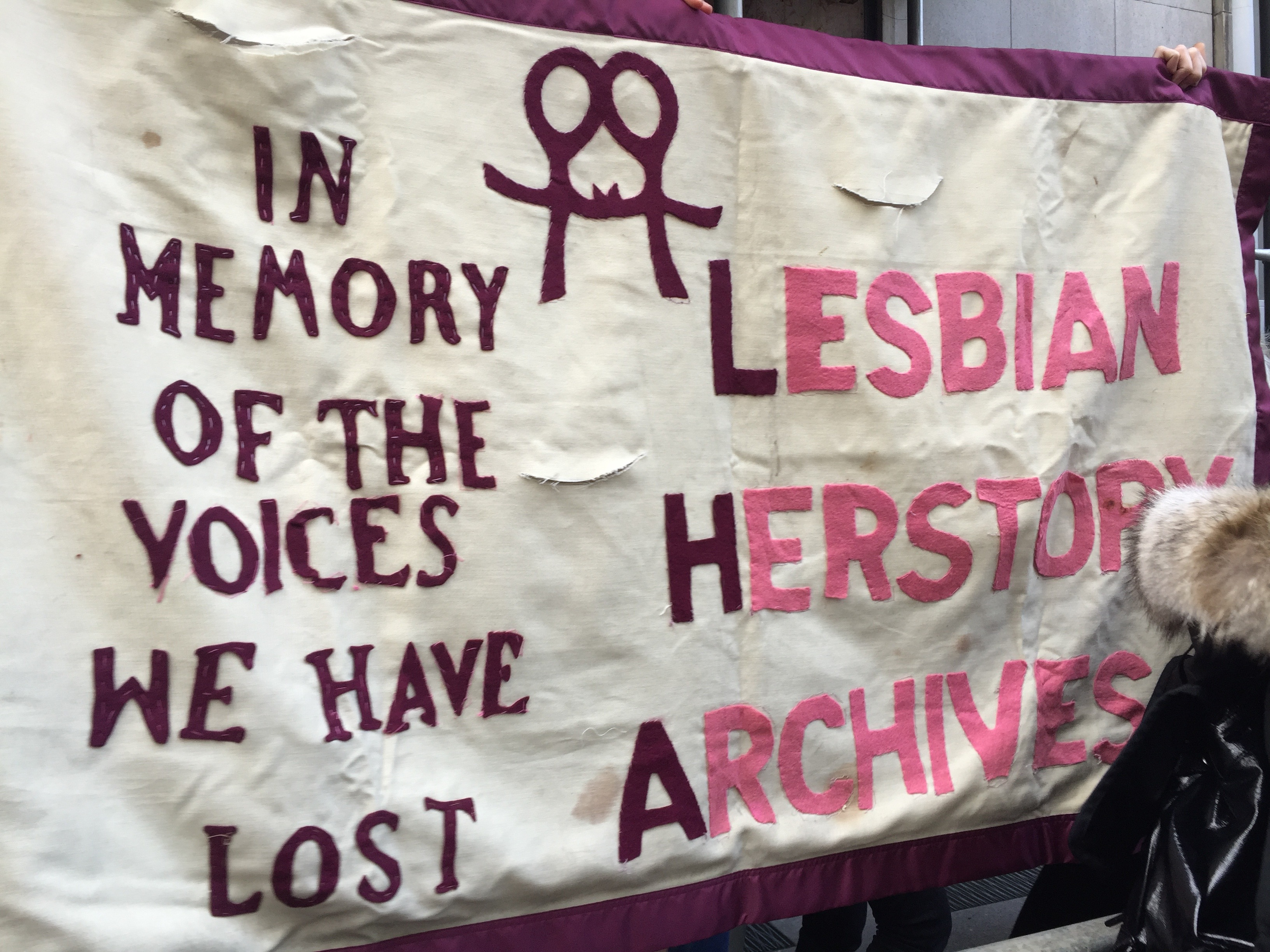
تاريخها

تاريخها (التاريخ برواية النساء) هو مصطلح للتاريخ مكتوب من منظور نسوي ويؤكد على دور المرأة، أو يُروى من وجهة نظر المرأة. نشأت كتغيير لكلمة «تاريخ»، كجزء من النقد النسوي للتأريخ التقليدي، والذي في رأيهن مكتوب تقليديًا على أنه «تاريخه»، أي من وجهة نظر الذكور. المصطلح هو مصطلح جديد لأن كلمة «تاريخ»- من الكلمة اليونانية القديمة ἱστορία، أو بشكل أكثر مباشرة من الاشتقاق اللاتيني التاريخي، والتي تعني «المعرفة التي تم الحصول عليها عن طريق الاستفسار»- لا علاقة لها اشتقاقيًا بضمير الملكية الخاص به.

## تعريف
ينسب قاموس أوكسفورد الإنجليزي الفضل إلى روبن مورغان في أول استخدام لمصطلح «تاريخها» المطبوع في مختاراتها الأنثولوجية لعام 1970. فيما يتعلق بالمنظمة النسوية W.I.T.C.H. كتب مورغان:
تتجلى سيولة وذكاء السحرة في الاختصار المتغير باستمرار: العنوان الأساسي الأصلي كان مؤامرة الإرهاب الدولي للمرأة من الجحيم [...] وآخر ما سمع من كاتب هذه السطور هو المرأة التي ألهمت الالتزام بالتاريخ.
خلال السبعينيات والثمانينيات من القرن الماضي، نظرت الموجة النسوية الثانية في دراسة التاريخ على أنها مشروع فكري يسيطر عليه الذكور وقدمنَّ «تاريخها» كوسيلة للتعويض. أصبح المصطلح، الذي يُقصد به أن يكون جاداً وكوميدياً، صرخة حشد تستخدم على القمصان والأزرار وكذلك في الأوساط الأكاديمية.
في عام 2017، أطلقت هريديث سوديف، المخترعة والناشطة البيئية والناشطة الاجتماعية المرتبطة بحركات شبابية مختلفة، «حركة التاريخ برواية النساء»، وهي عبارة عن منصة على الإنترنت "للاحتفال بأشخاص عظماء أقل شهرة أو أنثى أو شاذة أو مهمشة بطريقة أخرى، والتي ساعدت في تشكيل العالم الحديث تاريخ."الغرض منه هو أن يكون بمثابة منصة أكاديمية لعرض قصص الشخصيات التاريخية النسائية وبالتالي المساعدة في تسهيل انتشار المعرفة حول تاريخ «المرأة العظيمة».
قامت المنظمات غير الربحية الوهج العالمي (Global GLO.W) وعالم مضاء (LitWorld) بإنشاء مبادرة مشتركة تسمى «حملة التاريخ برواية النساء». تعمل هذه الحملة مع 25 دولة أخرى لمشاركة حياة الفتيات وقصصهن. إنهم يشجعون الآخرين على الانضمام إلى الحملة و «رفع أصواتنا نيابة عن جميع فتيات العالم».
أنتجت حركة التاريخ برواية النساء المطابع التي تركز على المرأة، مثل مطبعة فيراغو في عام 1973، والتي تنشر القصص الخيالية وغير الخيالية لمؤلفات مرموقة مثل جانيت فريم وسارا دونان.
أدت هذه الحركة إلى زيادة النشاط في التخصصات الأخرى التي تتمحور حول الإناث مثل طب النساء والجبر.

## نقد
كانت كريستينا هوف سومرز ناقدةً صريحةً لمفهوم تاريخها، وقدمت حجتها ضد الحركة في كتابها عام 1994 من سرق النسوية؟ عرّفت سومرز قصتها بأنها محاولة لبث الإيديولوجيا في التعليم على حساب المعرفة. كانت «النسويات الجندرية»، كما أطلقت عليهن مجموعة النسويات المسؤولات عن الحركة، والتي شعرت أنها ترقى إلى مستوى النفي. واعتبرت أن معظم المحاولات لجعل الدراسات التاريخية أكثر شمولاً للإناث على أنها مصطنعة بطبيعتها وتشكل عائقاً أمام التقدم.
انتقدت الأستاذة والمؤلفة ديفوني لوزر مفهوم قصتها (التاريخ برواية النساء) لتجاهل المساهمات التي قدمتها بعض النساء كمؤرخات قبل القرن العشرين.
وصف المؤلف ريتشارد دوكينز أيضًا انتقاداته في وهم الإله، بحجة أن «كلمة التاريخ لم تتأثر بضمير الذكر».
صنفت منظمة مراقب اللغة العالمية، وهي مجموعة غير ربحية تعمل على تحليل وتتبع الاتجاهات في اللغة، «تاريخها» ثالث أكثر الكلمات «غير الصحيحة سياسياً» لعام 2006 — لا ينافسها سوى «الماكاكا» و «منكر الاحتباس الحراري».

## كتب
الكتب المنشورة حول هذا الموضوع تشمل:
- تاريخها: النساء اللواتي غيرن العالم. (ردمك 0-670-85434-4).
- بنات حواء: كتاب تاريخها. (ردمك 1-4140-4356-2).
- تاريخها. (ردمك 978-1-60402-551-4).
- تاريخها: وجهة نظر المرأة للتاريخ الأمريكي. (ردمك 0882840177).